# Leo Percovich
Galileo Galilei Percovich Lopes, mais conhecido como Leo Percovich (Montevidéu, 20 de abril de 1968), é um treinador e ex-futebolista uruguaio, que atuava como goleiro. Foi treinador da equipe sub-20 do Fluminense. entre 2017 e 2019, atualmente é auxiliar técnico no Middlesbrough, time da Inglaterra.[1]

## Carreira
Leo começou sua carreira futebolística no Nacional de Montevidéu, clube com o qual conquistou a Copa Libertadores da América de 1988 e o Campeonato Uruguaio de 1992.
No futebol brasileiro, Leo acumulou passagens, na década de 90, por Atlético Mineiro, Bangu, Guarani e Fluminense, respectivamente.
Com a camisa do Galo, foram 8 jogos e 12 gols sofridos. Em 1995, quando ele era reserva atleticano, foi trazido para o Bangu pelo empresário Pedrinho Vicençote. Com boas atuações, ele foi responsável direto pela boa campanha do time nos três primeiros turnos do Campeonato Carioca de 1995. Uma contusão, porém, o impediu de participar das últimas seis partidas da competição.
No segundo semestre de 1995, defendeu as cores do Guarani. No ano seguinte, foi para o Fluminense. Era ele quem defendia o gol do Flu no rebaixamento cancelado do clube carioca, em 1996. Foram apenas 22 jogos e 46 gols sofridos durante agosto de 1996 e maio de 1997.
Em 2000, foi contratado pelo Alianza Lima, do Peru, para fazer parte do plantel que iria disputar o Campeonato Descentralizado, a Copa Libertadores da América e a Copa Merconorte. Desta passagem pelo Alianza Lima, destaca-se uma partida contra o Cienciano, quando foi eleito o melhor jogador em campo e, por isso, foi agraciado com o Prémio Panasonic.
No ano seguinte, disputou a terceira divisão espanhola pelo Racing de Ferrol, clube pelo qual se aposentou no mesmo ano.
A partir de 2006, começou a trabalhar nas comissões técnicas de clubes. Em agosto de 2017, assinou contrato com o Fluminense para treinar a equipe sub-20. Ele ainda tinha mais dois anos e meio de contrato com o Middlesbrough — clube no qual era treinador de goleiros —, mas decidiu investir na carreira de treinador. Ele passou um mês fazendo parte da comissão técnica de Abel Braga entre os profissionais para se adaptar ao clube e assume o sub-20 após o Brasileirão da categoria.]

## Acidente
No dia 16 de Dezembro de 2017, Leo sofre um acidente automobilístico com sua esposa e seus três filhos. Sua filha mais nova de 5 anos faleceu pouco após ser atendida no Hospital HPS. No dia 24 de Dezembro, o Fluminense Football Club anuncia via conta oficial do Twitter, uma nota de pesar, informando o falecimento de sua outra filha de 10 anos de idade.

## Títulos

### Como jogador
Nacional
- Copa Libertadores da América: 1988
- Campeonato Uruguaio: 1991 e 1992

### Como treinador
Fluminense
- Taça Rio Sub20 - 2018